# Meister mit der Heuschrecke (Büchsenschäfter)
Als Meister mit der Heuschrecke wird ein in Österreich tätiger, namentlich nicht bekannter Büchsenmacher und Büchsenschäfter bezeichnet. 
Er war bis 1650 tätig und schuf Verzierungen auf Griffen und Kolben von Feuerwaffen, beispielsweise Intarsien aus Elfenbein. Da unter seinem Blumen- und Figurenschmuck meist eine Heuschrecke quasi als Markenzeichen zu finden ist, wurde diesem namentlich nicht bekannten Meister sein Notname gegeben. Einige seiner Werke finden sich beispielsweise in der Waffensammlung des Kunsthistorischen Museums in Wien.